# 23110 Ericberne
A 23110 Ericberne (ideiglenes jelöléssel 2000 AE) a Naprendszer kisbolygóövében található aszteroida. Charles W. Juels fedezte fel 2000. január 2-án.
Nevét Eric Berne (1910 – 1970) kanadai pszichiáter után kapta.